# Dendronephthya pumilio
Dendronephthya pumilio is een zachte koraalsoort uit de familie Nephtheidae. De koraalsoort komt uit het geslacht Dendronephthya. Dendronephthya pumilio werd in 1888 voor het eerst wetenschappelijk beschreven door Studer. 